# Монтипо, Лоренцо
Лоренцо Монтипо (итал. Lorenzo Montipò; род. 20 февраля 1996, Новара, Пьемонт) — итальянский футболист, вратарь клуба «Эллас Верона».

## Клубная карьера
Монтипо — уроженец и воспитанник футбольного клуба «Новара». 18 мая 2013 года в матче против Виртус Ланчано он дебютировал в Серии B. 14 июля 2015 года подписал арендное соглашения с клубом «Сиена» до конца сезона; в составе команды провёл 35 матчей во всех турнирах. 31 августа 2016 года был арендован клубом «Карпи» с возможностью последующего выкупа. В январе 2017 года аренда была закончена и Монтипо вернулся в расположение «Новары».
12 июля 2018 года был арендован клубом «Беневенто». 10 ноября в матче против «Карпи» он дебютировал за новый клуб. 18 июня 2019 года клуб объявил о полноценном подписание голкипера на четырёхлетний контракт. В сезоне Серии A 2020/2021 Монтипо дебютировал в высшем итальянском дивизионе.
После вылета «Беневенто» из Серии A, Лоренцо Монтипо был арендован и затем выкуплен клубом «Эллас Верона». В конце сезона 2022/2023 принял участие в переходном матче на выбывание в Серию B против «Специи». По итогам матча «Эллас Верона» осталась в Серии A, а «Специя» — вылетела.

## Достижения
Клубные
 «Беневенто»
- Победитель Серии B — 2019/2020